# ديزو كوردا
ديزو كوردا (بالمجرية: Korda Dezső)‏ هو مهندس ومخترِع مجري، ولد في 8 يناير 1864 في Kisbér ‏ في المجر، وتوفي في 1 أبريل 1919 في زيورخ في سويسرا.